# Jacob Hopkins
Jacob Turner Hopkins (San Francisco, 4 marzo 2002) è un attore e doppiatore statunitense.

## Carriera
Ha interpretato Alexander Drew in True Blood e ha prestato la voce all'omonimo protagonista de Lo straordinario mondo di Gumball, in sostituzione di Logan Grove dalla terza alla metà della quinta stagione, venendo in seguito sostituito da Nicolas Cantu.

## Filmografia parziale

### Cinema
- The Minis... Nani a canestro!, regia di Valerio Zanoli (2007)
- Priest, regia di Scott Stewart (2011)
- Scuola media: gli anni peggiori della mia vita (Middle School: The Worst Years of My Life), regia di Steve Carr (2016)

### Televisione
- How I Met Your Mother, serie TV (2010)
- RCVR,  serie TV, 6 episodi (2012)
- Supermoms, serie TV (2012)
- True Blood, serie TV, 3 episodi (2012)
- Animal Practice, serie TV, 1 episodio (2012)
- Missing at 17, film TV, regia di Doug Campbell (2013)
- The Goldbergs, serie TV, 21 episodi (2013-2021)
- About a Boy, serie TV, 1 episodio (2014)
- Game Shakers, serie TV, 1 episodio (2015)
- The History of Us, film TV, regia di Pamela Fryman (2015)
- The Nerd Posse, film TV, regia di Anabelle D. Munroe (2017)

### Cortometraggi
- The boy who cried Fish!, regia di Dalia M. Ali (2016)

### Doppiaggio

#### Cartoni animati
- Lo straordinario mondo di Gumball, serie TV, 92 episodi (2013-2017)
- SpongeBob - Fuori dall'acqua, regia di Paul Tibbit (2015)
- Inside Out, regia di Pete Docter (2015)
- A casa dei Loud, serie TV, 1 episodio (2016)

#### Cortometraggi
- Just a Little Heart Attack, regia di Elizabeth Banks (2011)
- Welcome to Elmore, regia di Ben Bocquelet (2013) - Gumball Watterson
- Planeman, regia di Suzette Troche Stapp (2018)

#### Videogiochi
- Agent Gumball (2016) - Gumball

## Doppiatori italiani
Nelle versioni in italiano delle opere in cui ha recitato, Jacob Hopkins è stato doppiato da:
- Jolanda Granato in The Minis... Nani a canestro!
- Tatiana Dessi in True Blood
- Patrizia Salerno in Fuga da casa
- Mattia Fabiano in The Goldbergs (st. 4-8)
- Alessandro Capra in Game Shakers

Da doppiatore è sostituito da:
- Federico Bebi in Lo straordinario mondo di Gumball (ep. 3x01-3x16)
- Alessio Puccio in Lo straordinario mondo di Gumball (ep. 3x17-st. 5)